# Annona oxapampae
Annona oxapampae är en kirimojaväxtart som beskrevs av Paulus Johannes Maria Maas och Lübbert Ybele Theodoor Westra. Annona oxapampae ingår i släktet annonor, och familjen kirimojaväxter. Inga underarter finns listade i Catalogue of Life.